# Gabrielle Hébert
Pour les articles homonymes, voir Hébert.
Gabrielle Hébert, née Gabrielle d'Uckermann le 3 janvier 1853 à Dresde et morte le 23 juin 1934 à La Tronche, est une photographe française d'origine allemande.
À la suite de son mariage avec le peintre dauphinois Ernest Hébert en 1880, elle côtoie le milieu artistique français en Italie et pratique la photographie. Longtemps oubliée, son œuvre représente son quotidien à la Villa Médicis, ainsi que les nombreux voyages qu’elle effectue avec son mari. A la mort d’Hébert, elle se consacre à l’inventorisation de ses œuvres afin de fonder un musée, aujourd’hui le Musée Hébert de La Tronche. Ses photographies sont de nos jours encore peu étudiées, malgré les expositions qui lui ont été consacrées au musée. 

## Biographie
Fille du baron Robert d'Uckermann, capitaine à cheval de la garde du roi, et de Mathilde Ehrengard de Wuthenau, son épouse, Gabriele d'Uckermann naît à Dresde en 1853. Ses parents étaient mariés depuis 1843 et ont eu deux autres filles : Isadora et Eleonora, surnommée Lory. Il existe peu d’informations sur son enfance et sa jeunesse en Allemagne, car les archives de Dresde ont été détruites pendant la guerre. Originaire d'une famille aristocratique allemande, qui montre un grand intérêt pour l’art, elle suit les cours de dessin du peintre Charles Bellay, ami d’Ernest Hébert à Paris. Elle rencontre dans sa jeunesse de nombreux artistes de la haute société allemande, comme Johann Paul Adolf Kiessling, qui réalise un portrait d’elle accompagnée de ses sœurs.
Elle épouse le 6 novembre 1880, à 27 ans, à La Tronche, en Isère, le peintre Ernest Hébert, alors âgé de 63 ans, dont elle admire d’abord les œuvres lors de la Internationale Kunstausstellung de Munich en 1879. Elle le rencontre enfin à Paris, alors qu’elle cherche à intégrer un atelier artistique. Après leur mariage, elle demeure avec son mari boulevard Rochechouard à Paris, mais également à Rome et à La Tronche. Elle décrit leur quotidien dans ses notes, n’évoquant ses activités personnelles qu’en second lieu. Surnommée Gaby par l’entourage de son mari, elle apparait comme une épouse discrète mais appréciée. Ses notes montrent toute l’admiration que Gabrielle porte à son mari, le surnommant « mein Alles » (mon tout) et l’assistant grandement dans son travail. Le couple a une fille, qui meurt à la naissance en 1882.
Devenue Gabrielle Hébert, en francisant son prénom, elle commence à pratiquer la photographie en 1888. Prolixe, elle a laissé plus de 3 500 tirages.
Elle accompagne son mari lors de ces nombreux voyages à travers l’Italie, où il est nommé directeur de la Villa Médicis, mais aussi en Espagne. Lors de ces séjours, Gabrielle prend le rôle d’intendante de la Villa. Ernest Hébert réside à Rome de 1867 à 1872, puis de 1885 à 1896 à la Villa Médicis et dans une maison Via Sistina cette fois accompagné de Gabrielle, avant de quitter définitivement l’Italie. Lors de ce séjour, ils visitent d’autres régions de l’Italie, dont le Latium et la Campanie, mais aussi la Sicile, et se rendent dans des stations thermales et balnéaires, comme Ostie, Anzio, Viterbe, ou encore Civitavecchia. Ils effectuent ensuite un périple d’un mois et demi en Espagne et dans le Pays basque.
À la mort de son mari en 1908, elle rassemble ses œuvres en vue de la création d'un musée, qui deviendra le musée Hébert, sis dans leur maison de La Tronche. Elle y meurt en 1934, la veille de l'inauguration du musée.

## Œuvre
Les photographies de Gabrielle Hébert sont aujourd’hui conservées dans plusieurs fonds, dont celui Musée d’Orsay, dépositaire des fonds du Musée Ernest Hébert à Paris, fermé depuis 2004 en attente de travaux.
Le fonds Gabrielle Hébert conservé au Musée Hébert de La Tronche contient environ 2.600 phototypes, réalisés entre 1888 et 1900, dont 1.500 négatifs sur plaques de verre et trois albums. Ces tirages sont documentés, datés et localisés par la photographe elle-même. Elle les réunit parfois dans des albums ou dans des enveloppes, en les triant de façon chronologique ou thématique.
Elle pratique la photographie de 1888 à 1896, mais aussi de manière plus réduite entre 1908 et 1910. Ses compositions sont soignées et son style précis,.

### Débuts
En tant que jeune femme de l’aristocratie allemande, Gabrielle Hébert a un rapport ordinaire avec la photographie avant 1888, car elle se fait photographier dans des studios professionnels, selon les habitudes de la haute société. Elle a été photographiée aux côtés de ses sœurs notamment par Otto Mayer, appartenant au studio Thiele de Dresde.
Elle commence à pratiquer la photographie en 1888. Son premier appareil photographique aurait été une chambre portable. Faisant partie du milieu artistique français actif à Rome, elle aurait été initiée à la photographie par les frères Giuseppe Napoleone et Luigi Primoli, membres de la famille de la Princesse Mathilde, proches de son mari.
Elle documente ses débuts dans la pratique photographique dans des notes datant de juillet 1888, où elle décrit ses cours avec Cesare Vasari, fondateur et directeur du Studio fotografico Vasari à partir de 1875. Elle apprend et crée notamment aux côtés du peintre Alexis Axilette, pensionnaire de la Villa Médicis et ancien retoucheur d’un studio photographique à Angers, dans un milieu alors essentiellement masculin. Elle aurait ainsi côtoyé le Café Greco à Rome, aujourd’hui monument d'intérêt historique, lieu fréquenté par les adeptes de la photographie.

### Sujets

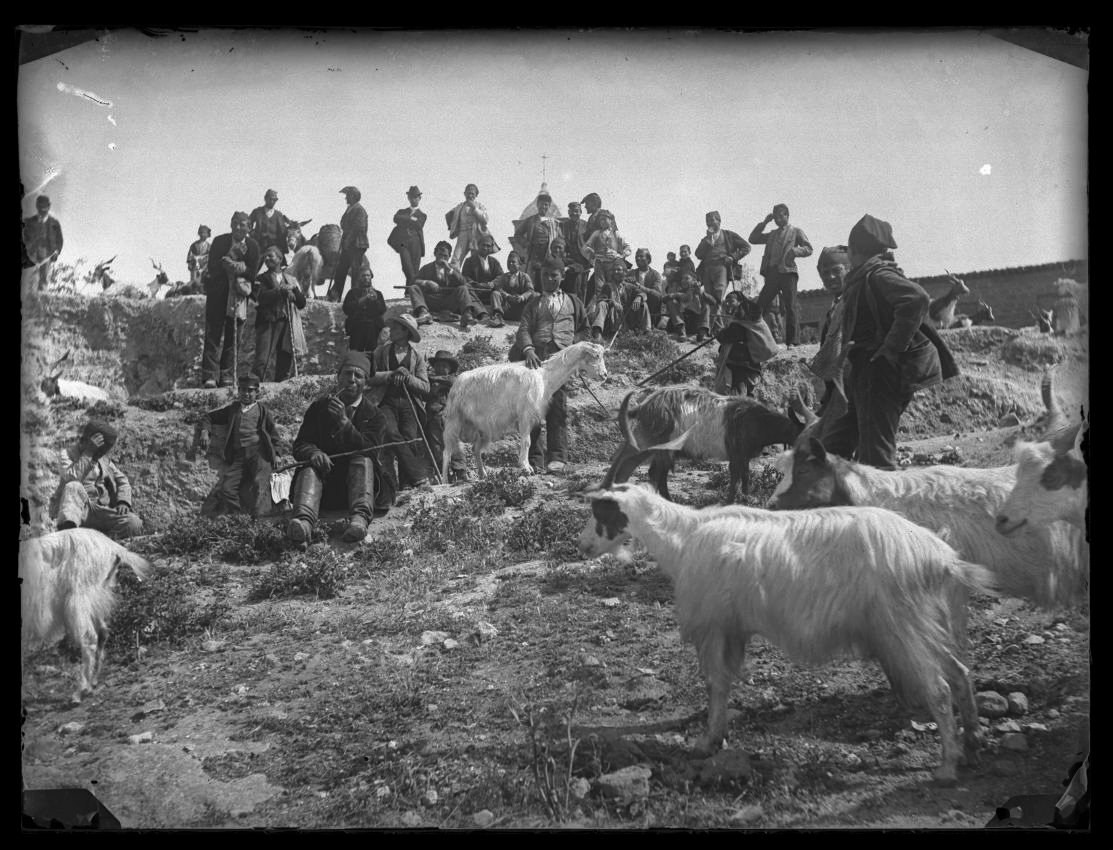
Paysans italiens, photographiés par Gabrielle Hébert vers 1895.

Les photographies de Gabrielle Hébert documentent en particulier les voyages qu'elle effectue avec son mari, par exemple en Espagne ou en Italie. Ses sujets alternent entre des scènes de vie quotidienne, urbaine ou rurale, des paysages, et des monuments du patrimoine historique, mais aussi des scènes de sa vie intime avec son mari, dont il est souvent le sujet principal. Elle représente de plus le microcosme de la société bourgeoise et ses propres loisirs, typiques de la classe sociale prospère à laquelle elle appartient, comme par exemple avec sa photographie Lory, Elsa Albrizzi et sa fille Dada sur une barque sur le lac d’Enghien (non daté, 9,6 x 9,8 cm).
La nature occupe une grande place dans ses photographies : elle s’inspire donc des jardins de la Villa Médicis, ses allées, ses haies, ainsi que de la campagne romaine. Elle photographie également des paysages de neige, particulièrement complexes à réaliser sur le plan technique.
Elle effectue de nombreuses photographies rendant également compte de la pratique du voyage au XIXème siècle, et particulièrement le voyage en train. Elle met en scène cette pratique, en représentant le mouvement, le flou et le paysage.

#### Ernest Hébert, peintre et modèle
La présence de son mari Ernest Hébert est particulièrement palpable dans l’œuvre de cette photographe. Parfois représenté frontalement, parfois en plein travail, il est également présent en creux dans l’œuvre de Gabrielle, car elle représente de nombreuses fois son atelier, ses modèles, ses séances de poses… Ces photographies témoignent de l’admiration que son épouse lui porte tout au long de leur relation, comme le montrent ses nombreux clichés où le peintre pose en majesté, entouré de ses attributs d’artiste, comme le chevalet, la palette, les pinceaux. Souvent vêtu d’une simple robe de chambre pour peindre et représenté de cette façon par Gabrielle, cette dernière offre de plus une vision singulière sur l’intimité de leur couple. Elle réalise des tirages de ses œuvres, à l’instar du Sommeil de l’Enfant-Jésus.
La majorité de son œuvre photographique représente ainsi son mari : on peut citer les photographies suivantes à titre d'exemple.
- Ernest Hébert au travail dans son atelier de la Villa Médicis, 1885-1896, 7,6 x 11,1 cm (photo), 10 x 13 (carton)[2].
- Ernest Hébert assis dans son atelier, 1908, 9,3 x 9,5 cm (photo)[2].
- Ernest Hébert, assis dans un fauteuil roulant en rotin, peignant devant son chevalet, 1908, 8,6 x 8,7 cm[2].

#### Le quotidien à la Villa Médicis
On trouve également dans sa collection des clichés qui témoignent de façon unique de la vie des pensionnaires de la villa Médicis à Rome la fin du XIXe siècle,, en représentant la vie quotidienne et le travail d’Ernest Hébert, notamment lors de son deuxième directorat à l’Académie de France, entre 1885 et 1890. Mais cette photographe illustre aussi la vie et l’implication des modèles du peintre, par exemple son modèle Amelia, qu’elle représente en compagnie d’Hébert.
Elle photographie également le travail en atelier des pensionnaires de l’Académie de France, dont Alexis Axilette, avec qui elle collabore, mais aussi les sculpteurs Joseph Gardet et Denys Puech, à l'instar de la photographie suivante :
- Rome, villa Médicis : Joseph Gardet faisant le buste d'Alexis Axilette, 1886-1889, 8 x 11,3 cm[2].

On trouve ainsi dans les fonds qui lui sont consacrés, des photographies représentant La Sirène de Puech ou encore le Tireur d’Arc de Gardet. Elle immortalise de plus les visites d’aristocrates de passage à la Villa, comme la princesse Mathilde ou l’ambassadeur Auguste Gérard.

#### Photographies de voyage

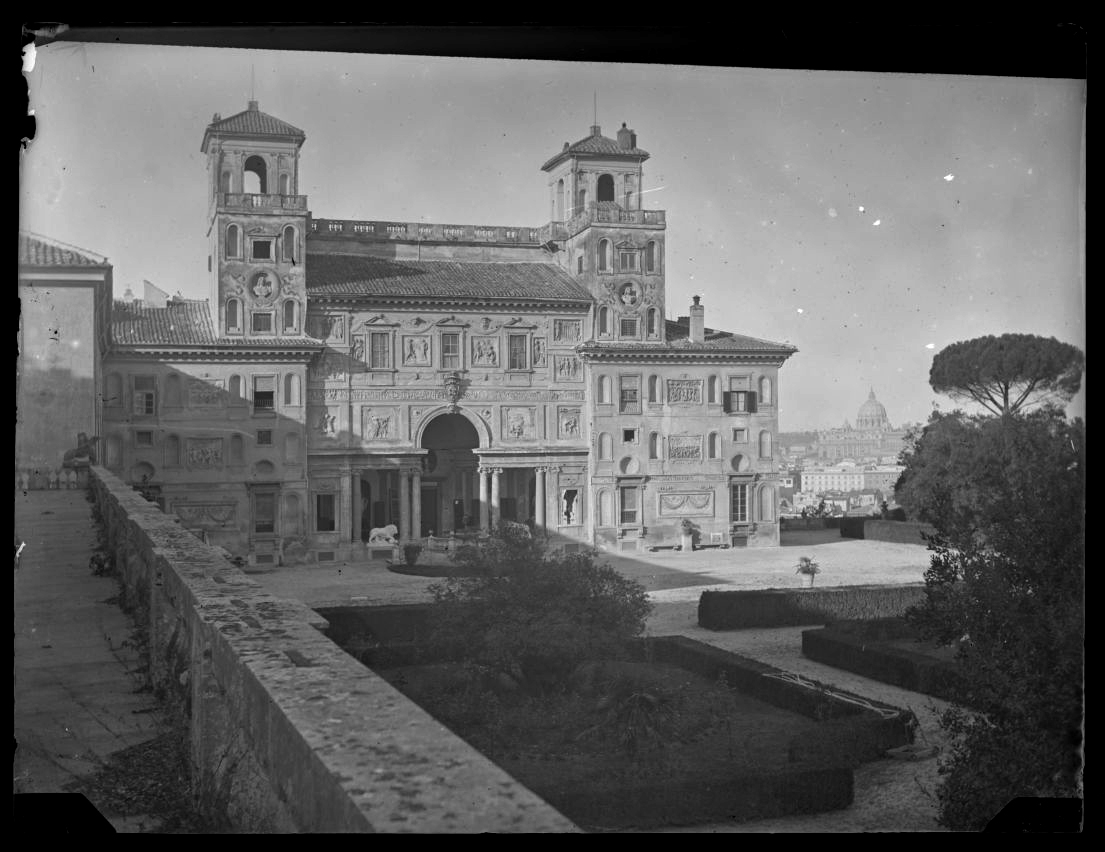
La villa Médicis à Rome, photographiée par Gabrielle Hébert en 1891.

Son œuvre revêt également une grande dimension documentaire, en retranscrivant la vie simple de paysans et paysannes italiens, dans une grande spontanéité, par exemple dans ses clichés de marchés ciociare, ou ceux représentant des paysans au sein de la campagne italienne, entourés de bétails. Ces clichés sont loin de l’image idyllique souvent prêtée à l’Italie. Lors de leurs nombreuses excursions dans différentes régions italiennes, elle photographie notamment la Villa Lante de Bagnaia, la cathédrale Santa Maria d’Anagni, les temples de Seliunte et d’Agrigente, les Marais Pontins... Lorsqu’elle réalise des photographies sur ces différents lieux, celles-ci sont souvent suivis d’un dessin ou d’une aquarelle de son mari. De plus, elles constituent un véritable témoignage du tourisme à la fin de ce siècle.
A l’automne 1898, le couple entreprend donc un circuit entre plusieurs villes du Pays basque dont Biarritz, où Gabrielle documente la ville à la fin du XIXème siècle, en réalisant lors de ce voyage 279 photographies, et montre un intérêt pour l’architecture.
A l’occasion de ce voyage, elle acquiert un nouvel appareil photo de la marque Kodak, vraisemblablement un Bulls Eye ou un Bullet Kodak spécial. Elle photographie les promenades en bord de mer et plusieurs monuments historiques, dont l’ancienne chapelle Saint Eugénie, au début de la destruction de l’église. En prolongeant leur voyage jusqu’en Espagne, le couple se rend à Fontarrabie, où Gabrielle documente l’ancienne forteresse espagnole, la Puerta de Santa Maria, ou encore le port de la ville. Ils se rendent ensuite à Burgos, connue pour Santa Maria, sa cathédrale gothique, représentée par ses photographies, puis visitent Madrid, Tolède, San Lorenzo de El Escorial, Séville, Grenade… Elle représente également la population espagnole, dont des paysans, des gitans à Grenade, des enfants à Tolède, la foule à Madrid...
Cette période a donné lieu à différentes photographies telles que :
- Madrid, 28 Octobre 1898, Arène de Goya (détruite en 1934), aristotype à la gélatine[3].
- Tolède, 31 Octobre 1898 Calle del Barrio Rey vue depuis la Plaza de Zocodover, aristotype à la gélatine[3].
- Burgos,1898 Cathédrale Sainte-Marie de Burgos vue depuis Calle de Fernán González, aristotype à la gélatine[3].

#### Les nus
Au sein de ces photographies ayant valeur de reportage, on retrouve également des tirages plus transgressifs et très inhabituels pour l’époque, notamment des nus féminins. En effet, les reproductions de corps féminins nus à la fin du XIXème siècle étaient réservées à un usage érotique ou aux cercles artistiques masculins : la pratique de Gabrielle Hébert ne se range dans aucune de ces catégories. Ces nus auraient donc été réalisés à l’instigation du peintre Alexis Axilette, afin de servir ensuite de modèles pour son travail. Ces photographies purement personnelles lui auraient permis de se distancier de son mari en s’affirmant hors de la sphère maritale. Cette production, mettant en scène des femmes photographiées par une femme, est novatrice pour l’époque et bouleverse les codes du nu artistique.
Comme exemples de ses photographies de nus, on peut citer les tirages suivants :
- Jeune fille nue assise sur une pierre devant un sarcophage, les mains derrière la tête, 1889, 8,1 x 10,8 cm[2].
- Jeune fille nue allongée dans l’herbe, 1885-1896, 7,7 x 10,7 cm[2].
- Jeune fille nue de face, dans la pose du tireur à l’arc, 1885-1896, 7,9 x 10,7 cm[2].

### Technique
Intéressée par la technique photographique, à l'époque en pleine évolution, Gabrielle Hébert a utilisé différents appareils, ainsi que différentes chambres et techniques de développement et de retouche. Elle s'empare notamment de la photographie instantanée, permise par le procédé au gélatino-bromure, qui lui permet d'avoir un appareil portable.
Inventé en 1871 par Richard Leach Maddox, ce procédé marque le début de la photographie instantanée. De plus, l’accès facilité aux plaques de verre par la production industrielle permet une démocratisation de la pratique photographique. Elle utilise ensuite des négatifs sur support souple, commercialisés par George Eastman à partir de 1889, qui réduisent considérablement le poids du matériel et la pénibilité de la pratique photographique.
L’invention du premier appareil photo Kodak, créé par George Eastman en 1888, ne coutant que 25 $, lui permet d’avoir plus facilement accès à cette pratique. Elle aurait possédé deux types de cet appareil : le premier avec viseur et obturateur, et le deuxième modèle. Elle aurait également eu en sa possession l’appareil portatif Jonte Detective.
Elle maitrise les techniques de la retouche photographique, retravaillant ses clichés au pinceau, mettant en couleur certains visages et surlignant parfois les contours de ses personnages au crayon.

### Pratique amateure et dimension artistique
La pratique photographique de Gabrielle Hébert est parfois qualifiée d'« amateure-usagère », et vue comme caractéristique de la photographie de loisir d'une certaine classe aisée du XIXe siècle. En effet, elle ne faisait pas partie d’une société de photographie et sa pratique fut permise par la transformation des procédés photographiques, qui se simplifient largement à la fin du XIXème siècle.
Cependant, sa maîtrise technique et son approche marquée par la composition picturale permettent aussi de parler d'une dimension artistique et personnelle,, voire d'un regard de photo-reporter ou de photo-ethnographe, marqué par une capacité à saisir l'instant.
Les photographies de Gabrielle Hébert montrent ainsi une grande maitrise des techniques de composition, notamment par ses choix d’angles de prise de vue, sa prise en compte de la perspective et de la symétrie, ainsi que son usage de la lumière, pour mettre en valeur ses sujets. De plus, ses nombreux tirages effectués lors de ses voyages en train démontrent sa vision particulière de ce type de mouvement, qui nécessite une certaine technique. Elle capte ainsi des paysages en mouvement, mais aussi l’intérieur des wagons, qui témoignent d’un réel intérêt esthétique. Elle s'intéresse à la technique photographique et apporte un soin particulier à ses clichés, pratique peu courante pour un simple amateur.
Son œuvre témoigne de son regard nouveau sur l’Italie : originaire d’une famille aristocratique de Saxe, elle rend compte de sa découverte des régions méditerranéennes, en représentant la vie quotidienne des personnes qu’elle observe, sans pour autant verser dans une forme de complaisance ou de mépris aristocratique.

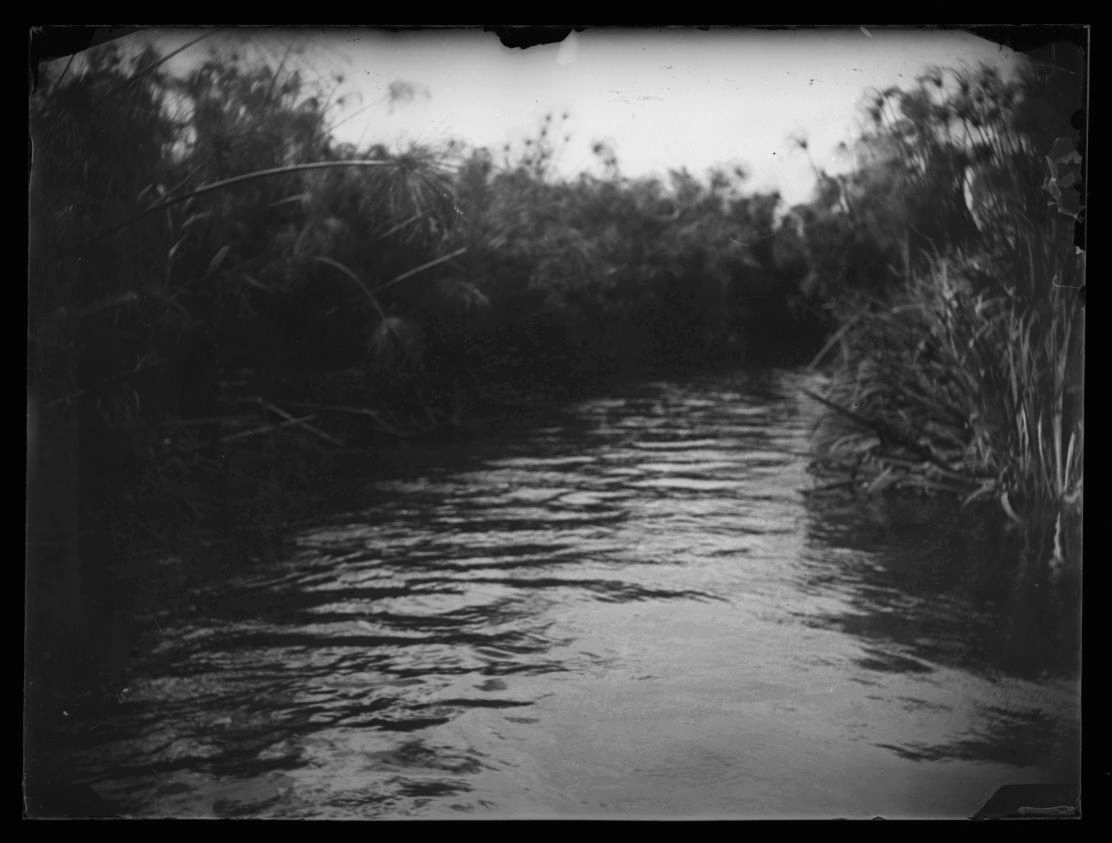
Un marais en Italie, photographié par Gabrielle Hébert en 1893.

Plusieurs chercheuses estiment également que sa pratique de la photographie était un moyen d'affirmation de soi dans un milieu alors réservé aux hommes, ainsi qu'une façon de sortir de l'ombre de son mari, peintre reconnu,. Elle est cependant influencée par l’art de son milieu, dont notamment le mouvement symboliste dont il fait partie et le mouvement préraphaélite dont se sont inspirés les frères Primoli. Elle fréquente de plus tout au long de sa vie des expositions d’art et visite des sites archéologiques, et montre un réel intérêt pour toute forme d’expression artistique. Sa pratique peut donc être rapprochée du mouvement pictorialiste.
« La photographie n’est pas pour Gabrielle Hébert un simple dérivatif à son rôle de femme du directeur. Cette activité, qui n’est pas en concurrence avec l’art d’Hébert et des pensionnaires de l’Académie, lui permet à la fois d’affirmer sa singularité, de trouver sa place à la Villa et d’exprimer pleinement sa créativité. » 
Gabrielle Hébert montre de plus un réel intérêt pour les sujets féminins : elle réalise donc des nus féminins, des portraits des modèles d’Ernest Hébert, mais aussi des photographies représentant la vie quotidienne des femmes qu’elle observe lors de ses voyages et les nombreuses tâches qu’elles effectuent. Cette vision féminine sur la femme et son corps est novatrice en Europe à la fin du XIXème siècle, restée en retard en comparaison avec la formation des premiers combats féministes outre-Atlantique, dans lesquels les photographes jouent un grand rôle.

## Création du Musée Hébert
Aujourd’hui l’un des onze musées du département de l'Isère, le Musée Hébert de La Tronche est situé dans l’ancienne maison familiale du peintre Ernest Hébert. Les collections qui y sont présentées appartiennent au Conseil général de l’Isère, et ont été l’objet d’un don par René Patris d’Uckermann, fils adoptif de Gabrielle Hébert.
A la mort de son mari en 1908, Gabrielle entreprend un grand travail d’inventorisation des peintures et dessins d’Ernest, et hérite du domaine de La Tronche. Elle se lance alors dans la transformation de la maison familiale, construite au XVIIème siècle, dans le but de créer un musée consacré à l’œuvre artistique de son mari. Dans ce but, elle rassemble ses œuvres, documents et correspondance. Elle demande également à Joseph Péladan de réaliser la première biographie sur son mari, qui parait en 1911 sous le titre Ernest Hébert, son œuvre et son temps, d’après sa correspondance intime et des documents inédits. Les premières salles du musée sont aménagées en 1934. Elle ne verra jamais la finalité de ce travail, car elle meurt le samedi 23 juin 1934, la veille de l’inauguration du musée. Sa présence dans le musée est aujourd’hui cependant encore palpable, car on la retrouve dès l’entrée, représentée en buste.
Gabrielle et son mari ont également largement aménagé les jardins, s’inspirant de leurs voyages en Italie, notamment des jardins des Villa Médicis et Borghèse, à Rome. A la mort du peintre, sa veuve fait déplacer son corps dans un tombeau néoclassique, au sein du jardin, près de la maison. Elle poursuit ses travaux d’aménagement, en faisant installer notamment un jardin paysager, un étang, un jardin à l’italienne ou encore un bassin rectangulaire comprenant une grotte artificielle. Les jardins du Musée Hébert obtiennent le label « Jardin Remarquable » en 2004.

## Postérité
Ses tirages et négatifs sont conservés dans le musée Hébert de La Tronche et dans le musée Hébert de Paris. Le fonds Gabrielle Hébert à La Tronche a été redécouvert lors des travaux de rénovation du musée, ayant eu lieu entre 2001 et 2003 : placé dans le grenier de la maison, rangé dans des tiroirs fermés à clef et ne faisant pas partie de la donation de René d’Uckermann. Dans de telles conditions de conservation, ses photographies ont dû faire l’objet d’un travail de restauration. 1825 notices sont aujourd’hui recensées au musée, répertoriant 1687 plaques de verre mais aussi 301 photographies Kodak et cinquante-six rouleaux de pellicules rhodoïd.  
Au Musée d’Orsay sont répertoriées 1590 photographies, comprenant des daguerréotypes, des plaques de verre et des albums.
En raison de ces difficultés d’accès et du temps nécessaire pour inventorier les nombreuses photographies de Gabrielle Hébert, son œuvre a été longuement oubliée. Aujourd’hui étudiée et numérisée par le musée Hébert de La Tronche, plusieurs expositions lui ont été consacrées depuis 2007 : 
- Instantanés à la villa Médicis par Gabrielle Hébert (1888-1895), 2007[10],[13]
- Italiens pittoresques, 2014[8]
- Voyage en Espagne (octobre/novembre 1898), Photographies Kodak de Gabrielle Hébert, 2020[3],[14]

La Villa Médicis a également consacré une exposition à l’histoire de l’Académie de France à Rome, et a présenté dans ce cadre des photographies de Gabrielle Hébert. Une de ses photographies a également été exposée au musée de l’Orangerie en 2015, à l’occasion de l’exposition « Qui a peur des femmes photographes ? 1839-1919 », puis lors de l’exposition « Dans l’atelier » au Petit Palais en 2016.
Elle est la mère adoptive de l’essayiste et traducteur René Patris d’Uckermann, né en 1897 à Bouresse et mort à Antibes en 1992. Héritier de Gabrielle Hébert, il fait don de l’ensemble du domaine ainsi que des collections au département de l'Isère, en conversant un droit d’usufruit jusqu’à sa mort en 1992.
Les photographies de Gabrielle Hébert sont aujourd'hui partiellement accessibles sur le site du Musée Hébert à La Tronche ainsi que sur le site de la Réunion des Musées Nationaux.